# Johan Verstreken
Johan Laurent Alfons Verstreken (Oostende, 11 juni 1964) is een Belgisch ex-presentator en voormalig politicus voor de CD&V.

## Levensloop

### Televisie
Hij studeerde secretariaat-moderne talen aan het VHI te Brugge. Na zijn studies was hij in 1983 even medewerker bij de Christelijke Mutualiteit en van 1984 tot 1988 cultureel animator bij Zon & Zee Westende.
Als tiener debuteerde hij in 1979 op de televisie in het jeugdprogramma Agenda. Hij verwierf nationale bekendheid toen hij in 1989 omroeper werd op de toenmalige BRT, wat hij bleef tot in 1999. Hij presenteerde verschillende jaren met Ro Burms het populaire radioprogramma Fiestag. Hij presenteerde in die periode met onder anderen Luc Appermont en Dana Winner. Hij was redacteur van onder meer de talkshow Margriet en stond bekend als geliefd publieksopwarmer van heel wat programma's zoals De Droomfabriek, Blokken, Het Swingpaleis en De Zevende Dag.
Tijdens de jaren 1990 was hij actief als presentator van programma's als De Muziekdoos en de trekkingen van de Nationale Loterij. Verstreken stond mede aan de wieg van Samson en had bovendien een gastrol in de bijbehorende serie Samson en Gert. Verder scoorde de presentator met VANA 1 VANA 2, de voorloper van Ketnet, samen met clown Koko. Hij was ook producer en was samen met Bert Smets en Piet Soete medebedenker van het televisiekonijn Hopla. 
Naast zijn politieke agenda bleef Johan Verstreken nog af en toe presentatiewerk verrichten. In navolging van De Muziekdoos presenteerde hij onder meer de Vlaamse Senioren-Kust-Dagen in Middelkerke en in De Haan en Middelkerke Festival.

### Politiek
Voor de toenmalige CVP werd Verstreken in oktober 2000 verkozen tot gemeenteraadslid van Oostende. Van januari 2001 tot december 2006 was hij schepen in Oostende van onder meer cultuur, monumenten en landschappen, gelijkekansenbeleid (migranten, man-vrouw, holebi, personen met een handicap), landbouw, informatica en personeel. Vanaf januari 2013 was hij weer gemeenteraadslid in Oostende, maar in mei 2015 nam hij ontslag uit deze functie.
Na de derde rechtstreekse Vlaamse verkiezingen van 13 juni 2004 volgde hij midden juli 2004 Vlaams minister-president Yves Leterme op als Vlaams Parlementslid voor de kieskring West-Vlaanderen. Hij werd er vast lid van de commissies Cultuur, Jeugd, Sport en Media en Buitenlands Beleid, Europese Aangelegenheden, Internationale Samenwerking en Toerisme, alsook vast lid van de Interparlementaire Commissie van de Nederlandse Taalunie. Ook na de volgende Vlaamse verkiezingen van 7 juni 2009 bleef Verstreken Vlaams volksvertegenwoordiger. Hij nam opnieuw zitting in de commissies Cultuur en Buitenlands Beleid en was van september 2009 tot mei 2014 tevens voorzitter van de Interparlementaire Commissie van de Nederlandse Taalunie. Tussen januari 2013 en mei 2014 werd hij door het Vlaams Parlement aangewezen als gemeenschapssenator ter vervanging van Jan Durnez, die burgemeester in Ieper werd. Bij de Vlaamse verkiezingen van 25 mei 2014 werd hij nogmaals herkozen en begin juli 2014 keerde hij als deelstaatsenator, aangewezen door het Vlaams Parlement, ook terug naar de (vernieuwde) Senaat. Hij bleef Vlaams Parlementslid en senator tot in mei 2019. In de legislatuur 2014-2019 was Verstreken opnieuw lid van de commissie Buitenlands Beleid, Europese Aangelegenheden, Internationale Samenwerking, Toerisme en Onroerend Erfgoed en de Interparlementaire Commissie van de Nederlandse Taalunie, alsook zetelde hij in de commissie Landbouw, Visserij en Plattelandsbeleid.
Bij de verkiezingen van mei 2019 was hij om gezondheidsredenen geen kandidaat meer. Sinds 15 juli 2019 mag hij zich ere-Vlaams volksvertegenwoordiger noemen. Die eretitel werd hem toegekend door het Bureau (dagelijks bestuur) van het Vlaams Parlement.

### Discografie en publicaties
- Zelf bracht Johan Verstreken in 1991 de plaat Zon en zee uit.[6]
- Onder het label Madierpo bracht hij drie cd-albums onder de naam Sing a Song uit met unieke songfestivalliedjes. Hij werd hiervoor bekroond in Nederland met een Eurovision Award.
- Zijn album VANA 1 VANA 2 met kinderliedjes van Johan en Koko was goed voor een gouden cd.
- Op 2015 publiceerde hij een boek: Met gesloten vuisten.[7] Zijn levensverhaal werd opgetekend door Carlos Alleene. In het boek vertelde Verstreken voor het eerst dat hij homoseksueel is.[8]
- Zijn bijnaam is "Bambi" vanwege zijn onschuldige, haast kinderlijke uitstraling.
- Hij is ridder in de Leopoldsorde sinds 21 mei 2014.